# Канатчиково (Москва)
Кана́тчиково (Кана́тчикова да́ча) — историческая местность в Москве, ограничена Третьим транспортным кольцом на севере, путями Павелецкого направления Московской железной дороги на востоке и путями Малой окружной железной дороги на юго-западе. На севере Канатчиково соседствует с Даниловкой, на юге — с Котлами (см. Верхние и Нижние Котлы), на юго-западе — с Черёмушками.
В настоящее время название сохраняется в наименовании Канатчиковского проезда и станции Канатчиково Окружной железной дороги.

## Название
Название местности — по фамилии купца Канатчикова, во владении которого она была в середине XIX века.

## История
В середине XIX века принадлежало купцу 3-й гильдии Козме Ивановичу Канатчикову (прибл. 1800—1869). Жил в Москве в Дмитровской слободе, торговал железом. В 1894 году на частные пожертвования была открыта Психиатрическая больница. Инициатором строительства больницы был городской голова Н. А. Алексеев, но больница открылась уже после его смерти, однако он завещал значительную сумму на её содержание. Его имя больница носила до 1917 года, в 1922 году была названа именем П. П. Кащенко, в 1994 году больнице возвращено изначальное название. В народе больница также называлась «Канатчикова дача».
В 1897—1900 годах была проложена линия Рязано-Уральской железной дороги (в настоящее время — линия Павелецкого направления МЖД), в 1903—08 годах — Окружная железная дорога (в настоящее время — Московское центральное кольцо или Малое кольцо МЖД).

## Застройка
Юго-восточная часть Канатчикова (к востоку от Загородного шоссе) застроена жилыми домами.
Центральная часть (между Загородным шоссе, 4-м Загородным проездом и Третьим транспортным кольцом) занимают больницы: Психиатрическая клиническая больница № 1 им. Н. А. Алексеева и Городская клиническая больница № 55 (в настоящее время - филиал №1 Городской клинической онкологической больницы № 1). Эта часть местности обильно озеленена, у начала Загородного шоссе (вблизи Третьего транспортного кольца) находится пруд Бекет.
Северо-западная часть (между Канатчиковским проездом и Третьим транспортным кольцом) представляет собой промзону.

## Примечательные здания и сооружения
- Психиатрическая клиническая больница № 1 им. Н. А. Алексеева (Загородное шоссе, 2)
- Научно-практический центр психического здоровья детей и подростков (5-й Донской проезд, 21А)
- Вокзал станции Канатчиково (Канатчиковский проезд, 6)

## Упоминания
- «Канатчикова дача» упоминается в рассказе 1927 года «Юморист Физикевич» Ильи Ильфа и Евгения Петрова (с/с, т.5, стр.346, 1961 год).
- Упоминается у Михаила Анчарова в «Песенке про психа из больницы имени Ганнушкина, который не отдавал санитарам свою пограничную фуражку»:

Балалаечку свою я со шкапа достаю, на Канатчиковой даче тихо песенку пою…

- Упоминается в песне Владимира Высоцкого «Письмо в редакцию телевизионной передачи «Очевидное — невероятное» из сумасшедшего дома — с Канатчиковой дачи», 1977 г.:

Дорогая передача!

Во субботу, чуть не плача,

Вся Канатчикова дача

К телевизору рвалась…

По некоторым данным, в Канатчикове родилась Народная артистка СССР Л. Г. Зыкина.